# Стойчо Младенов
Стойчо Дімітров Младенов (болг. Стойчо Димитров Младенов, нар. 12 квітня 1957) — болгарський футболіст, що грав на позиції нападника. Заслужений майстер спорту Болгарії (1980) та Футболіст року в Болгарії (1983). По завершенні ігрової кар'єри — тренер. З 2021 року очолює тренерський штаб ЦСКА (Софія).

## Клубна кар'єра
Народився 12 квітня 1957 року. Вихованець футбольної школи невеличкого клубу «Димитровград», а дорослу футбольну кар'єру розпочав 1976 року в «Бероє», в якому провів три сезони, взявши участь у 76 матчах чемпіонату. Граючи в цій команді він здобув репутацію одного з найперспективніших молодих нападників країни, а виграш титулу найкращого бомбардира чемпіонату з 21 голами в сезоні 1977/78 привів до зацікавленості гравцем провідних команд країни.
В результаті 1980 року Младенов перейшов до ЦСКА (Софія), де відіграв наступні шість років, здобувши ряд трофеїв. Крім командних титулів (чотирьох національних чемпіонатів поспіль і двох болгарських кубків), він також виграв кілька індивідуальних відзнак, у тому числі й звання найкращого гравця в Болгарії в 1983 році. Також у цей час він отримав прізвисько «Екзекутор Ліверпуля» на честь його переможного дубля 17 березня 1982 року у чвертьфіналі Кубка європейських чемпіонів 1981/82 проти діючого на той момент володаря трофею «Ліверпуля», завдяки чому болгари виграли 2:0 у Софії і вибили англійський гранд з турніру.
Після чемпіонату світу 1986 року він виїхав за кордон до Португалії, де виступав до кінця футбольної кар'єри. Спочатку він був гравцем «Белененсеша», з яким виграв Кубок країни у 1989 році і посів третє місце в чемпіонаті за рік до того, а потім за «Віторію» (Сетубал), з якою вилетів з вищого дивізіону у 1991 році. Завершував граючим тренером у клубах «Ешторіл Прая» та «Ольяненсі». Усього в португальській Суперлізі він зіграв 193 матчі і забив 60 голів.

## Виступи за збірну
1978 року дебютував в офіційних матчах у складі національної збірної Болгарії і був лідером лінії атаки протягом усього десятиліття 1980-х років, найчастіше як партнер Божидара Іскренова або Пламена Маркова.
Вершиною його кар'єри у збірній стала участь на чемпіонаті світу 1986 року у Мексиці, де болгари вперше в своїй історії пройшли груповий етап і вийшли у 1/8 фіналу турніру, в якому програли Мексиці 0:2, а сам Младенов зіграв у трьох матчах групового етапу.
Після «мундіалю» тривалий час за збірну не грав і лише в 1989 році зіграв свій наступний матч у відбірковому раунді до чемпіонату світу 1990 року проти Румунії (0:2), який став останнім для Стойчо. Всього протягом кар'єри у національній команді, яка тривала 11 років, провів у формі головної команди країни 59 матчів, забивши 15 голів.

## Кар'єра тренера
Після роботи граючим тренером у клубах «Ешторіл Прая» та «Ольяненсі», у 1997 році він очолював місцевий. «Белененсеш», тренував клуб Лісабона один рік.
Згодом протягом 2000—2002 років очолював тренерський штаб збірної Болгарії. За два тури до кінця відбіркового турніру на чемпіонат світу 2002 року болгари зайняли перше місце в своїй групі, але в останніх матчах вони програли 0:2 Данії та 0:6 чехам і опустились на третє місце, навіть не потрапивши у плей-оф, після чого Младенов подав у відставку.
Влітку 2002 року Стойчо Младенов був призначений головним тренером ЦСКА (Софія). У першому сезоні ЦСКА Младенова став чемпіоном Болгарії, вперше за останні 6 сезонів, при цьому його команда провела безпрецедентну серію — 13 перемог поспіль. Втім незважаючи на тріумф 2003 року він покинув клуб через слабку гру «червоних» на європейських турнірах, де команда спочатку програла в кваліфікації Ліги чемпіонів 2003/04 «Галатасараю», а потім зазнала поразки і в першому етапі Кубка УЄФА 2003/04 від «Торпедо» (Москви).
Після цього Младенов очолював «Літекс» та грецьку «Каллітею», а 12 березня 2007 року він знову був призначений головним тренером ЦСКА. У 2008 році Младенов зробив «червоних» знову чемпіонів Болгарії з 16 очками відриву від другого місця і без жодної поразки протягом усього сезону, але після проблем з фінансами, в результаті яких клуб змушений був відпустити усіх лідерів команди, Младенов теж вирішив піти.
Там не менш, потренувавши саудівський «Аль-Аглі» та єгипетський «ЕНППІ Клуб», 5 березня 2012 року Младенов втретє повернувся в ЦСКА (Софія). Втім «армійці» вже не були тією могутньою силою у болгарському футболі як раніше, і Младенов з фінансово нестабільним клубом не зумів виграти жодного трофею, через що 20 березня 2015 року остаточно покинув клуб, а по закінченню сезону команду взагалі позбавили професіонального статусу та відправили до третього за рівнем дивізіону. Далі того ж року болгарин недовго очолював єгипетський «Аль-Іттіхад» (Александрія), але 17 листопада покинув посаду.
У червні 2016 року Младенов був призначений головним тренером казахського «Атирау», з яким закінчив сезон на 8-мі місці і в листопаді перейшов на роботу в іншу місцеву команду «Кайсар», з якою пропрацював до 2020 року.
26 липня 2021 року уп'яте був призначений головним тренером ЦСКА (Софія).

## Титули і досягнення

### Як гравця
- Чемпіон Болгарії (4):

ЦСКА (Софія): 1979–80, 1980–81, 1981–82, 1982–83
- Володар Кубка Болгарії (2):

ЦСКА (Софія): 1982–83, 1984–85
- Володар Кубка Португалії (1):

«Белененсеш»: 1988–89

### Як тренера
- Чемпіон Болгарії (2):

ЦСКА (Софія): 2002–03, 2007–08
- Володар Кубка Казахстану (1):

Кайсар: 2019

### Індивідуальні
- Футболіст року в Болгарії: 1983
- Найкращий бомбардир чемпіонату Болгарії: 1977–78 (21 гол)

## Особисте життя
Має сина Александра, який також був футболістом.